# Sacra Famiglia con san Giovanni Battista (Bezzi)
La Sacra Famiglia con san Giovanni Battista è un dipinto del pittore Giovanni Francesco Bezzi realizzato circa nel 1550-1560 e conservato nell'Museum of Art di Indianapolis negli Stati Uniti d'America.

## Storia
Per anni, l'attribuzione di questo dipinto si è spostata tra Giovanni Francesco Bezzi (conosciuto anche come Nosadella) e il suo maestro Pellegrino Tibaldi, come nel caso di molte delle loro opere. Tuttavia, mentre le opere di Tibaldi sono più fluide, Bezzi ha dato alle sue molta energia e una certa fisicità torturata. Pertanto, questo lavoro è ora attribuito con fiducia all'allievo, non al maestro.

### Acquisizione
L'IMA acquisì La Sacra Famiglia con San Giovanni Battista nel 1966, per gentile concessione del Martha Delzell Memorial Fund. Attualmente è appeso nella galleria del Rinascimento medievale e ha il numero di accesso 66.233.

## Descrizione
Questa rappresentazione della Sacra Famiglia con san Giovanni Battista ha molti tratti manieristi: colori vibranti, monumentalità esagerata, complessità formale e composizione scomoda. Le figure sono tutte massicce e muscolose (particolarmente evidente nel braccio del Battista), quindi stipate insieme per una composizione che è altamente espressiva, anche se un po' scomoda. Il disinteresse manierista del Bezzi per la dolcezza e il naturalismo dei pittori precedenti è particolarmente evidente nelle figure di Maria e di Gesù. Contrariamente alla solita raffigurazione della scena 
Maria Vergine gira le spalle allo spettatore piuttosto che presentare il bambino. Questa postura mostra il nodo tortuoso e i colori vivaci sul suo vestito, dettagli molto manieristi. In confronto, San Giuseppe e Giovanni Battista hanno posture molto contemplative e introverse considerando la loro muscolosità.